# USS Wright (CVL-49)

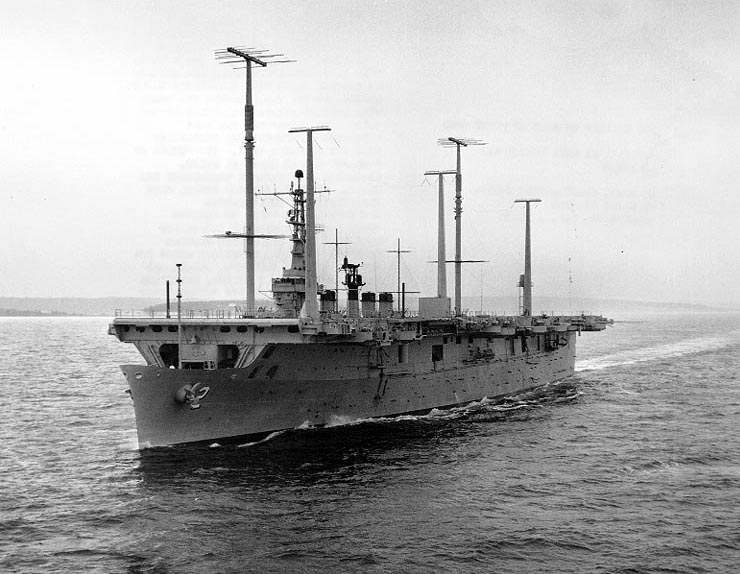
USS „Wright” już jako okręt dowodzenia podczas służby w 1963 r.

USS Wright (CVL-49) – amerykański lekki lotniskowiec typu Saipan. Został nazwany na cześć braci Wright.
Stępkę okrętu położono 21 sierpnia 1944 roku w stoczni New York Shipbuilding Corporation w Camden. Zwodowano go 1 września 1945 roku, a matką chrzestną była siostrzenica braci Wright. Jednostka weszła do służby w US Navy 9 lutego 1947 roku. Pierwszym dowódcą był komandor Frank T. Ward.
Okręt był w służbie VII Floty Stanów Zjednoczonych. 15 maja 1959 roku został przemianowany na okręt pomocniczy AVT-7 (ang. auxiliary aircraft transport), jednak nigdy takiej roli nie pełnił. 15 marca 1962 roku został przekazany do stoczni Puget Sound Naval Shipyard and Intermediate Maintenance Facility w Bremerton został przebudowany na okręt dowodzenia i ponownie przemianowany – tym razem na Wright (CC-2).
Wycofany ze służby w maju 1970 roku, został sprzedany na złom w sierpniu 1980 roku.